# Robert de Rothschild
Robert Philippe Gustave de Rothschild (Pariz, Francuska, 19. siječnja 1880. – Lausanne, Švicarska, 25. prosinca 1946.), francuski bankar, filantrop i igrač pola iz francuske grane bogate bankarske obitelji židovskog porijekla Rothschild.
Rodio se kao najmlađe dijete u obitelji baruna Gustavea de Rothschilda (1829. – 1911.) i barunice Cécile Anspach (1840. – 1912.). Djed mu je bio Jakob Mayer Rothschild (1792. – 1868.), osnivač francuske loze Rothschildovih. Školovao se za inženjera miniranja. Imao je značajnu ulogu u obiteljskoj banci de Rothschild Frères u kojoj je imao 50% udjela.
Nakon što je izbio Prvi svjetski rat, unovačen je u kolovozu 1914. godine u francusku vojsku, a prvi dio ratovanja proveo je s britanskim snagama kao prevoditelj. Tijekom 1918. godine sudjelovao je sa svojom jedinicom u borbenim sukobima, što mu je po završetku rata donijelo čast uručenja "Ratnog križa" (fr. Croix de Guerre).
Po završetku rata vratio se obiteljskim poslovima, roditeljstvu, sponzoriranju umjetnosti i igraju pola. Nakon što je izbio Drugi svjetski rat bio je ponovno regurtiran u srpnju 1939. godine, ali je izbjegao iz Francuske u SAD, poslije čega mu je kolaboracionistička vlada Višijske Francuske oduzela francusko državljanstvo i oduzela mu orden Legije časti.
Oženio je Gabriellu Nelly Beer (1886. – 1945.) u 6. ožujka 1907. godine i s njom je imao četvero djece:
- Diane Cécile Alice Juliette de Rothschild (1907. – 1996.)
- James Gustave Jules Alain de Rothschild (1910. – 1982.)
- Cécile Léonie Eugénie Gudule Lucie de Rothschild (1913. – 1995.)
- Élie Robert de Rothschild (1917. – 2007.)